# Шимановский, Григорий Соломонович
Григорий Соломонович Шимановский (1891 — 1965) — советский военачальник, начальник центральной базы Министерства обороны СССР, генерал-майор (1942).

## Биография
Родился в еврейской семье ремесленника. В 1907 вступил в РСДРП(б). Окончил училище, работал на фабрике. В 1918 вступил на службу в РККА. Участник Гражданской войны, служил начальником полковой разведки, командиром и политруком роты, комиссаром стрелкового полка, бригады, дивизии. Одно время являлся военкомом Севастопольской крепости. В 1924 окончил военно-политическую школу и был на политической работе в войсках. В 1925 окончил школу вспомогательных служб ВВС РККА. В 1931—1934 помощник начальника политического отдела Военно-воздушных сил Московского военного округа, НИИ ВВС РККА. Затем работал в Главном политическом управлении старшим инструктором. По некоторым сведениям в 1930-е подвергался репрессиям, по непроверенным данным спасло двоюродное родство с Л. М. Кагановичем. С 1936 военный комиссар Главного инженерного управления Красной армии, с 14 сентября 1940 заместитель начальника Главного интендантского управления Красной Армии по политической части (с июля 1941 военный комиссар ГИУ КА). В 1942—1943 интендант Московского военного округа. В 1943—1945 на фронте, заместитель начальника тыла 3-го Прибалтийского и 2-го Белорусского фронтов.
После войны, с 1945 до 1949, начальник центральной базы Министерства обороны СССР. Уволен в отставку 16 мая 1949.
Умер 9 апреля 1965 года в Москве, похоронен на Новодевичьем кладбище.

### Семья
Супруга Мария Исааковна (1899 — 1973), член РКП(б) с 1920.

### Звания
- дивизионный комиссар (28 ноября 1935);[3]
- корпусной комиссар (22 октября 1940);[4]
- генерал-майор интендантской службы (6 декабря 1942).

### Награды
Награждён орденами Ленина, двумя Красного Знамени, Отечественной войны 1-й степени и 2-й степени, Красной Звезды, медалями.